# 栃木県道・福島県道290号那須甲子線
栃木県道・福島県道290号那須甲子線（とちぎけんどう・ふくしまけんどう290ごう なすかしせん）は栃木県那須郡那須町から福島県西白河郡西郷村に至る一般県道である。

## 概要
かつて、2008年（平成20年）8月31日までは大部分が那須甲子有料道路という有料道路として供用されていた。沿線にはマウントジーンズスキーリゾート那須や那須どうぶつ王国などの大規模な観光施設が控えており、那須湯本温泉からボルケーノハイウェイを経由して甲子温泉に抜ける観光周遊のために供された道路であったが、無料開放直後の9月21日に国道289号甲子道路が完成供用したことで、那須高原から南会津に抜ける新たな観光ルートが形成されることとなった。なお、本路線の起点で接続して那須湯本や那須高原に至る路線として供用されていた那須高原有料道路（ボルケーノハイウェイ）も2009年（平成21年）10月30日より無料開放されている。
また、沿線には那須平成の森という、明仁天皇の意向によって那須御用邸用地の一部として管理されていた森を整備して2011年（平成23年）5月に開園した公園がある。

### 路線データ
- 起点：栃木県那須郡那須町湯本（＝栃木県道17号那須高原線交点）
- 終点：福島県西白河郡西郷村大字真船字欠入（＝国道289号交点）
- 総延長：#km（栃木県区間：#km・福島県区間：7.862km）[6]
  - 実延長：#km（栃木県区間：#km・福島県区間：総延長に同じ）
- 路線認定年月日：1975年10月30日[7]

### 道路施設
黒川橋
- 全長：41.0m
- 幅員：9.0m
- 竣工：1977年[8]

那須町大島から西郷村小田倉に至り、一級水系那珂川水系黒川を渡る。
赤面橋
- 全長：60.0m
- 幅員：8.8m
- 竣工：1977年[8]

西郷村小田倉字赤面山国有林にて一級水系阿武隈川水系谷津田川を渡る。

## 路線状況

### 旧那須甲子有料道路
那須甲子有料道路は、那須町の栃木県道344号湯本大島線交点から西郷村の国立青少年の家付近に至るかつての有料道路である。1978年（昭和53年）9月1日より栃木県道路公社および福島県道路公社が管理していたが、2008年8月31日をもって30年の償還期間が終了し、同年9月1日より無料開放された。
有料道路時代の通行料金
- 普通車：930円
- 大型車(I)：1,470円
- 大型車(II)：3,350円
- 軽車両等：100円

※栃木県・福島県の両道路公社から回数券も発行されていた。

## 地理

### 通過する自治体
- 栃木県
那須郡那須町
- 福島県
西白河郡西郷村

### 交差する道路
栃木県那須郡那須町
- 栃木県道17号那須高原線：湯本
- 栃木県道344号湯本大島線：湯本
- 栃木県道305号豊原大島線：湯本

福島県西白河郡西郷村
- 国道289号甲子道路：大字真船字欠入

### 沿線
- 那須平成の森（那須町湯本）
- マウントジーンズスキーリゾート那須（那須町湯本）
- 那須どうぶつ王国（那須町大島）
- 白河高原スキー場（西郷村大字小田倉）
- 国立那須甲子青少年自然の家（西郷村大字真船村火）
- キョロロン村